# Hasan Saka
Hasan Saka (1886 – Istanbul, 29 luglio 1960) è stato un politico turco.

## Biografia
Di professione storico, era rappresentante del Partito Popolare Repubblicano ed era di religione islamica sunnita.
Dal settembre 1947 al gennaio 1949 è stato primo ministro della Turchia.
Inoltre dal marzo 1925 al luglio 1926 era stato ministro delle finanze e dal settembre 1944 al settembre 1947 aveva ricoperto la carica di ministro degli affari esteri.
Massone, fu membro della Gran loggia di Turchia.